# Breite Straße 45 (Quedlinburg)

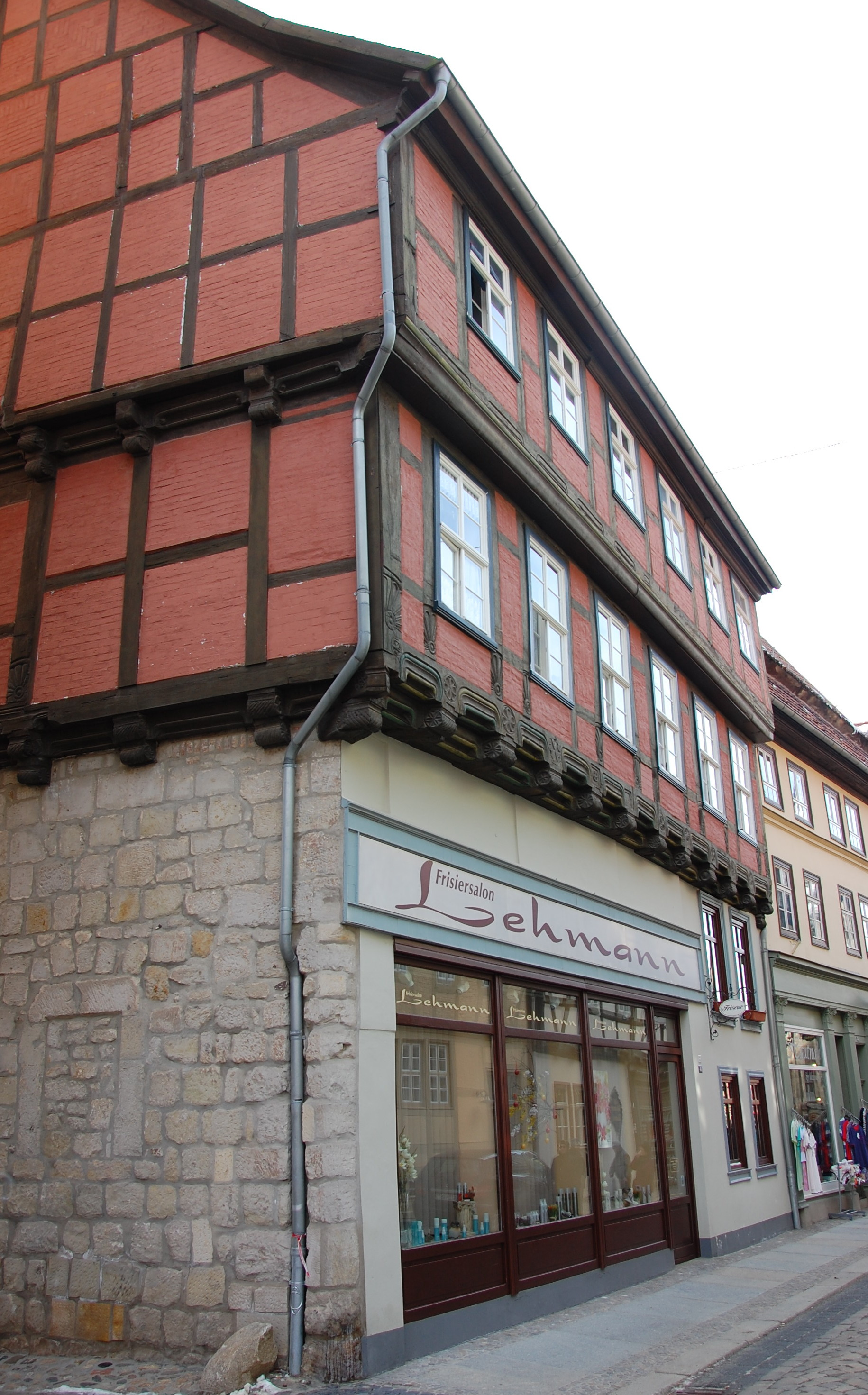
Haus Breite Straße 45

Das Haus Breite Straße 45 ist ein denkmalgeschütztes Gebäude in der Stadt Quedlinburg in Sachsen-Anhalt.

## Lage
Es befindet sich nordöstlich des Marktplatzes der Stadt an der Einmündung der Jüdengasse auf die Breite Straße und gehört zum UNESCO-Weltkulturerbe. Im Quedlinburger Denkmalverzeichnis ist es als Kaufmannshof eingetragen. Südlich grenzt das gleichfalls denkmalgeschützte Haus Breite Straße 46 an.

## Architektur und Geschichte
Das straßenseitige gelegene Wohnhaus des Hofs entstand in der Zeit um 1560 in Fachwerkbauweise. Die Fachwerkfassade ist mit diversen Verzierungen geschmückt. So finden sich walzenförmige Balkenköpfe, Schiffskehlen und Rosetten. Erdgeschoss und Zwischengeschoss sind in massiver Bauweise ausgeführt. Im 18. Jahrhundert wurde sowohl die Fassade als auch das Gebäudeinnere umgebaut.
Auf dem Hof befinden sich zwei weitere jeweils dreigeschossige Gebäudeflügel vom Anfang des 18. Jahrhunderts. Der Südflügel besteht hierbei aus zwei Gebäudeteilen. Auf dem östlichen Teil befindet sich eine seltene Oberlaube.